# Daheim in den Bergen – Die Bienenkönigin
Die Bienenkönigin ist ein deutscher Fernsehfilm von Markus Imboden aus dem Jahr 2021. Er ist der achte Teil der Heimatfilmreihe Daheim in den Bergen und wurde zeitgleich mit dem vorhergehenden siebten Film Brüder vom 11. August 2020 bis zum 9. Oktober 2020 an Schauplätzen im Allgäu gedreht. Die Erstausstrahlung fand am 16. April 2021 auf Das Erste im Rahmen der Reihe „Endlich Freitag im Ersten“ statt.

## Handlung
Florian Leitner ist inzwischen wieder aufgetaucht und will den Hof, den sein Bruder Georg aufgeben und verkaufen will, zu dessen Leidwesen übernehmen. Georgs Onkel Karl versucht in dem Erbschaftsstreit eine Mediation zwischen den verstrittenen Brüdern. Marie Huber pflegt unterdessen ihre todkranke Nachbarin und Bienenzüchterin Martha auf der Alp, welche sich nichts sehnlicher wünscht, als ihren Sohn Leonhard noch einmal zu sehen. Marie versucht in anzurufen, aber die Telefonnummer, die Martha ihr gegeben hat stimmt nicht mehr. Sie redet mit Georg darüber, der ihr daraufhin hilft, einen Kontakt herzustellen. Da Marthas Kräfte zusehends schwinden, befürchtet Marie, dass es Leonhard nicht mehr rechtzeitig schaffen könnte. Zum Glück gelingt es ihm aber seine Mutter noch lebend anzutreffen und so kann Martha beruhigt ihre letzte Reise antreten. Marie kehrt nun auf den Huber-Hof zurück, wo Lisa sie sehr vermisst hat. Sie entschuldigt sich bei ihrer Schwester, ihr in den letzten Tagen sehr viel zugemutet zu haben. Lisa nimmt die Entschuldigung gern an, denn es hatten sich zwischen den Schwestern in der Tat Spannungen aufgebaut, weil jeder gerade nach seinem Weg suchte und sie den Hof, den sie von ihrem Vater geerbt haben, etwas vernachlässigt hatten.
Karl Leitner hat inzwischen nach einer Lösung für die Zukunft des Leitner-Hofes gesucht und macht seinen Neffen einen Vorschlag: Sie sollten das Land selber bewirtschaften, anstatt es nur zu verpachten und könnten so für das Hotel sogar „Urlaub auf dem Bauernhof“ anbieten. Florian und Georg, die in den letzten Tagen viel Zeit zum Nachdenken hatten, sind nicht abgeneigt und übernehmen schon mal das Vieh der verstorbenen Martha. Zu Georgs Überraschung geht Marie, die während ihres Aufenthalts bei Martha viel über das Leben nachdenken musste, auf Georgs Vorschlag ein, mit ihm und ihrer gemeinsamen Tochter zu einer kleinen Familie zu werden. Zwar jeder auf seinem Hof, aber irgendwo doch gemeinsam. Zu ihrer großen Überraschung verkündet ihr Lisa, dass sie schwanger sei. Lächelnd meint Marie: „Musst Du mir denn alles nachmachen? Du bist ja genauso ‚dämlich‘ wie ich.“

## Kritik
Hans Czerny von prisma.de wertete: „Meinungsschwankend wie ein Grashalm im Wind ist die Marie (Catherine Bode), eine fleißige Käserin, aber eben auch Bedenkenträgerin, die nicht so recht weiß, was sie will.“ „Mal traurig, mal rau geht's zu zwischen den saftigen Allgäuer Matten unter Markus Imbodens Regie. Kaum eine Szene gibt es in ‚Daheim in den Bergen – Die Bienenkönigin‘, ohne Kampf und vorübergehenden Streit. Aber am Ende singen alle ein frommes Lied am Urnengrab. “